# Łaskawa ziemia
Łaskawa ziemia (ang. The Good Earth) – powieść autorstwa Pearl Buck wydana w 1931 roku. Pierwsza część trylogii Ziemski Dom, kolejne to Synowie i Dom w ruinie.
Książka przez dwa lata znajdowała się na szczycie listy bestsellerów w Stanach Zjednoczonych, zdobyła Nagrodę Pulitzera w dziedzinie beletrystyki w 1932 r., została przetłumaczona na ponad 30 języków. Powróciła na listę bestsellerów w 2004, kiedy została wybrana przez Oprah Winfrey do jej klubu książki.Krytycy chwalili powieść za realistyczne przedstawienie życia w Chinach i unikanie stereotypów dotyczących tego kraju.
Ekranizacja książki, Ziemia błogosławiona w reżyserii Sidneya Franklina, zdobyła dwa Oscary w 1938 roku.